# Adrian Popa
Adrian Dumitru Popa (Bucareste, 24 de julho de 1988) é um futebolista profissional romeno que atua como meia, atualmente defende o Steaua București.

## Carreira
Adrian Popa fez parte do elenco da Seleção Romena de Futebol da Eurocopa de 2016.